# Chiesa della Santissima Trinità (Berlino)
La Chiesa della Santissima Trinità (Dreifaltigkeitskirche) era una chiesa protestante barocca di Berlino, nella Germania orientale, dedicata alla Santissima Trinità. Fu aperta nell'agosto del 1739 e distrutta nel novembre del 1943, e le sue macerie furono rimosse nel 1947.
Si trovava nel quartiere Friedrichstadt (ora parte del distretto di Mitte), all'incrocio tra Mauerstraße, Kanonierstraße (ora nota come Glinkastraße) e Mohrenstraße al numero 10117. Tre case domestiche utilizzate come canoniche furono costruite su Glinkastraße/Taubenstraße e le due sopravvissute alla seconda guerra mondiale fanno parte della parrocchia ancora oggi (Glinkastraße 16 e Taubenstraße 3.). Una chiesa simile, la Böhmische Bethlehems-Kirche del 1737, si trovava anch'essa nelle vicinanze (in Bethlehemskirchplatz).

## Storia

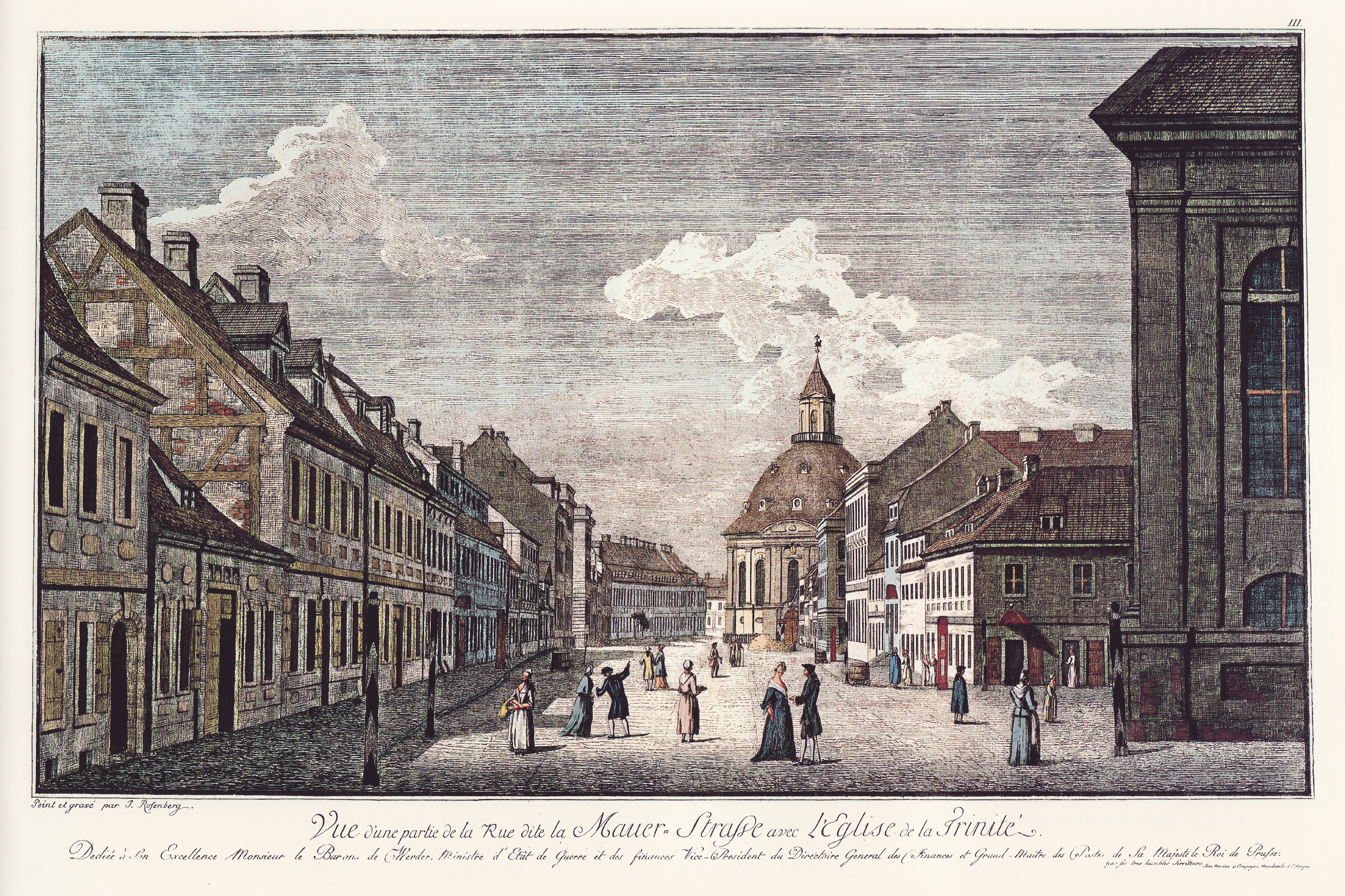
Veduta della Mauerstraße settentrionale, inclusa la Chiesa della Santissima Trinità, 1780 circa.

L'espansione di Berlino da parte di Federico Guglielmo I di Prussia portò alla necessità di nuovi edifici ecclesiastici. La prima pietra per la Chiesa della Trinità fu posata nell'agosto del 1737 e Titus Favre fu nominato capo dei lavori. Venne progettata da Christian August Naumann come un edificio circolare con quattro brevi sporgenze, che suggerivano una forma a croce.

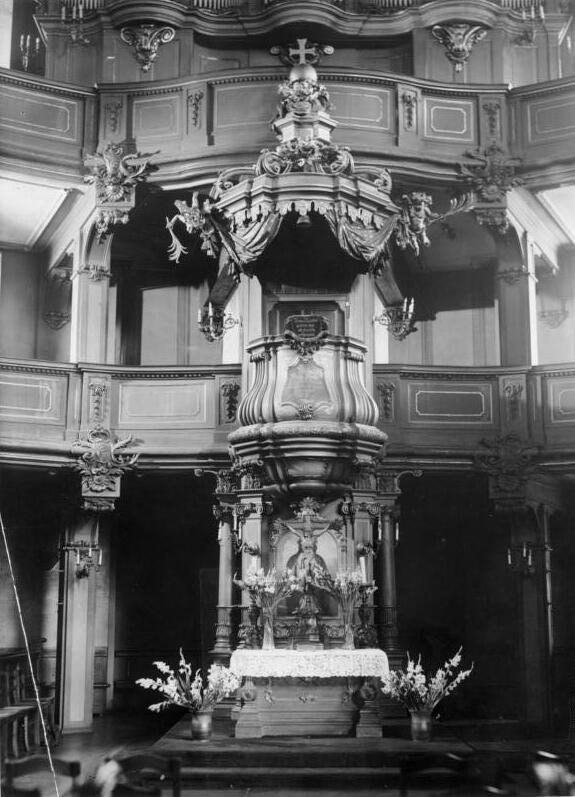
Interno: il tipico altare del pulpito protestante, foto del 1939.

Era anche dotata di una cupola di 22 m di diametro al centro della croce, costituita da una struttura in legno piastrellata con una lanterna ottagonale che fungeva da campanile e una decorazione interna raffigurante i Quattro Evangelisti. La navata era inizialmente circondata da tre gallerie, con l'altare del pulpito, l'organo e un secondo altare sul lato est. La chiesa fu inaugurata il 30 agosto 1739 e per circa cento anni fu la più recente chiesa protestante di Berlino. Il suo primo pastore, l'insegnante e teologo Johann Julius Hecker, fu nominato dallo stesso Federico Guglielmo.

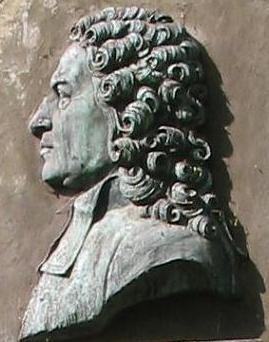
Johann Julius Hecker (1707–1768), il primo pastore della Chiesa della Trinità.

Durante l'occupazione di Berlino da parte di Napoleone Bonaparte, la chiesa venne temporaneamente utilizzata come caserma, mentre il teologo Friedrich Schleiermacher vi predicò dal 1809 al 1834 e nel 1831 confermò nella chiesa il futuro cancelliere Otto von Bismarck.
Schleiermacher, che aveva sostenuto la causa per un'unione delle congregazioni luterana e calvinista in Prussia, persuase la congregazione non solo ad unirsi alla Chiesa evangelica unita in Prussia (fondata nel 1817), ma anche ad adottare la confessione di unione per la congregazione stessa, che non era richiesta ma introdotta da una manciata di congregazioni a Berlino.
La galleria superiore fu ricostruita dall'architetto Adolf Lohse nel 1864. Ernst Hermann von Dryander (1843–1922) fu pastore della chiesa dal 1882 al 1898, periodo durante il quale furono aggiunti un battistero e un nuovo portico della sagrestia secondo i progetti degli architetti Carl Vohl e Friedrich Schultze tra il 1885 e il 1886.

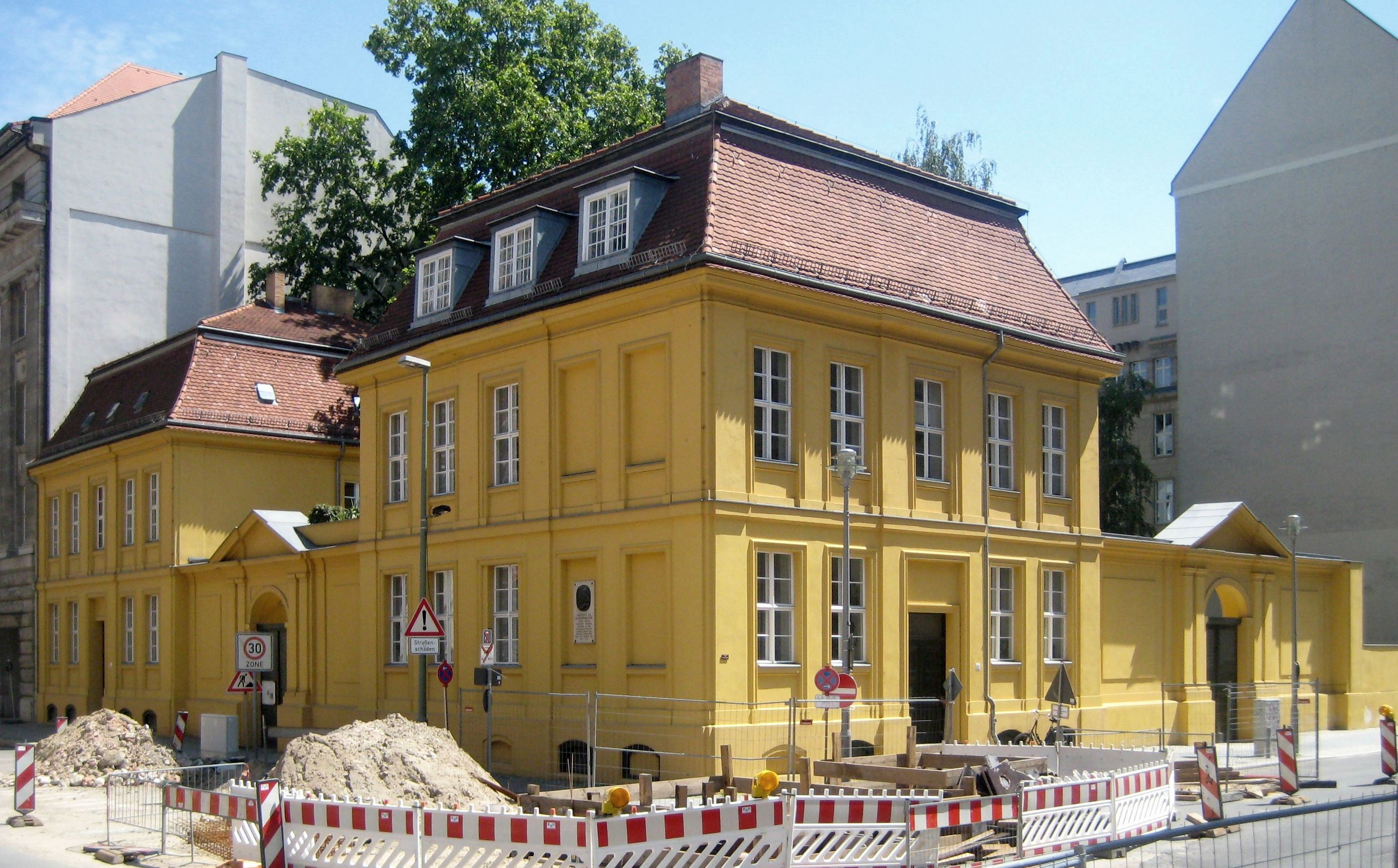
La canonica barocca in Taubenstraße/Glinkastraße.

Paul von Hindenburg frequentava la chiesa per la funzione domenicale, mentre Dietrich Bonhoeffer predicava alle funzioni universitarie durante il suo periodo come docente e cappellano alla TU di Berlino, dal 1932 al 1933.
La chiesa in superficie fu distrutta dai bombardamenti nel novembre 1943. La cantina e le rovine furono poi utilizzate come struttura e bunker del partito nazista. Nell'aprile 1945, Hermann Fegelein fu interrogato da Heinrich Müller nella struttura poco prima che il primo venisse giustiziato. La struttura nazista fu demolita nel 1947.
Dopo la guerra la parrocchia continuò a celebrare le funzioni religiose almeno fino agli anni '70 nella canonica di Wilhelmstraße 115.

## Cimiteri

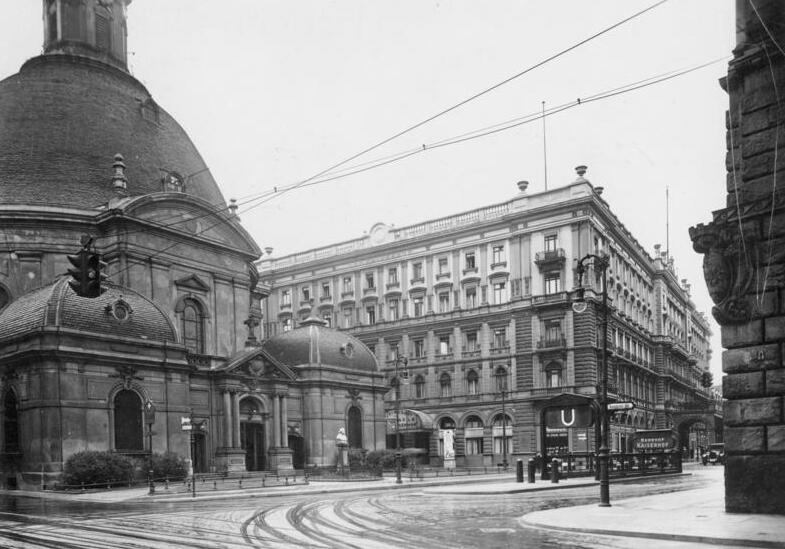
Ingresso principale a nord della Trinity Church (1931), a destra dell'ingresso est della stazione della metropolitana di Kaiserhof-

La congregazione comprendeva molti berlinesi noti come parrocchiani, poiché la sua parrocchia comprendeva quartieri del centro di Berlino in cui i più abbienti desideravano vivere nel XIX secolo. I cimiteri conservano ancora molte tombe di parrocchiani noti. I cimiteri sono chiamati Dreifaltigkeitsfriedhof e sono numerati così:
- Dreifaltigkeitsfriedhof I,[3] inaugurato nel 1739, situato in mezzo a un complesso di cimiteri di sette congregazioni, quindi non c'è accesso diretto se non tramite Friedhof I der Jerusalems-und Neuen Kirche, in Zossener Straße di fronte al n. 58, o tramite Friedhof III der Jerusalems- und Neuen Kirche, Mehringdamm 21 (vicino all'omonima stazione della U-Bahn), entrambe Berlino-Kreuzberg
- Dreifaltigkeitsfriedhof II, inaugurato nel 1825, all'indirizzo Bergmannstraße 39–41, Berlino-Kreuzberg[4]
- Dreifaltigkeitsfriedhof III, inaugurato nel 1900, all'indirizzo Eisenacher Straße 61, Berlino-Mariendorf